# 쿠르마유르

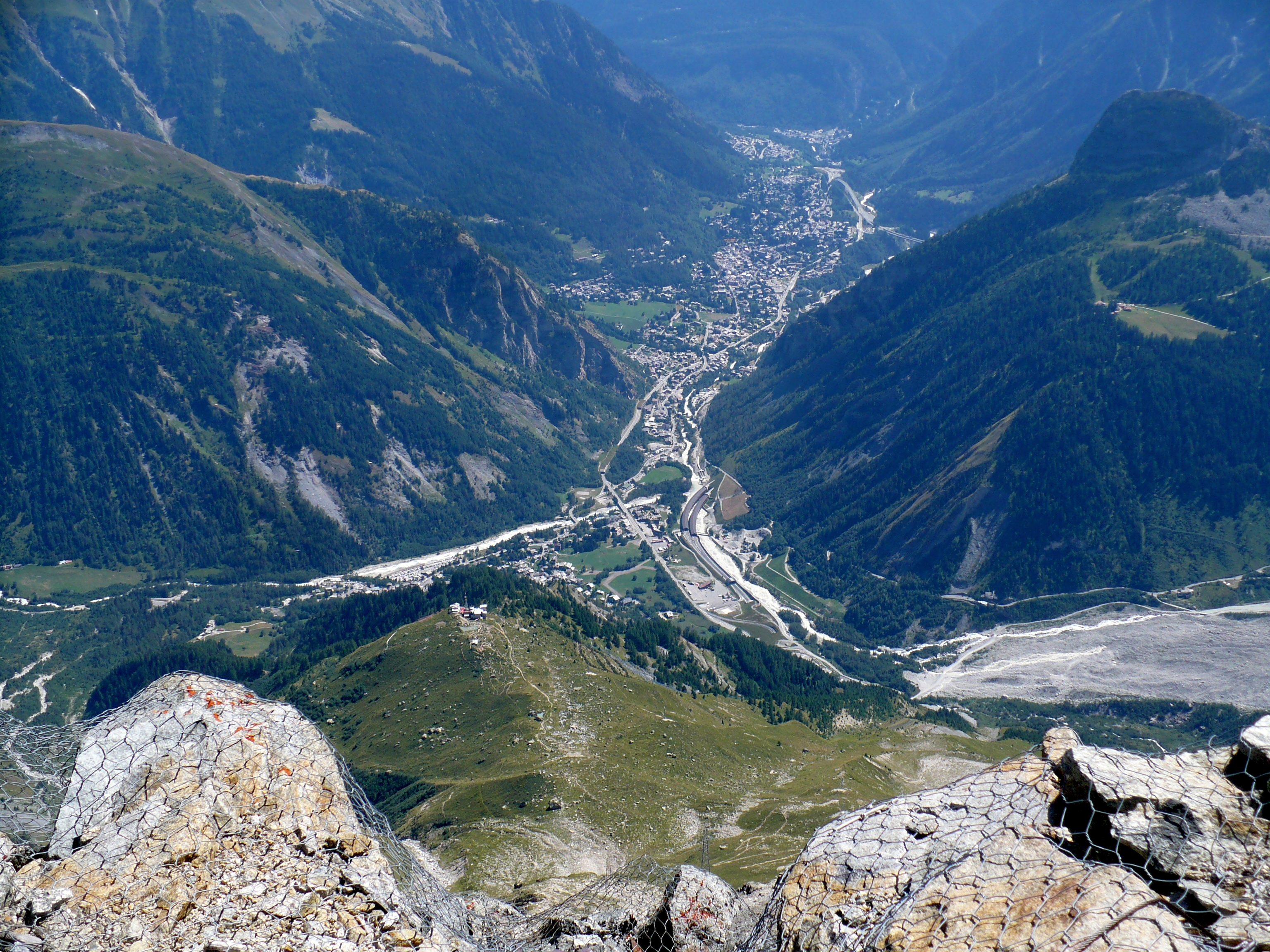
2009년 8월 토리노 헛에서 바라본 쿠르마유르.

쿠르마유르(Courmayeur, 프랑스어: [kuʁmajœʁ](쿠르마이외르), 이탈리아어: [kurmaˈjɛr; -jør](쿠르마예르))는 이탈리아 북부의 도시이자 코무네로, 발레다오스타 자치주에 위치해 있다. 서유럽 최고봉의 몽블랑 남쪽 기슭에 위치한 이탈리아 최고의 산악 리조트 지역으로 간주된다. 알프스 산맥으로 둘러싸여 있으며 해발 1224 미터(4,016 피트)에 위치해 있는 고산지대이다.

## 역사
고대 쿠르마유르(Curia Maior)는 스파와 몽블랑 전경으로 인해 늘 관광 명소였다. 제2차 세계 대전 당시에는 파시스트 정권의 "이탈리아화" 정책에 따라 "코르마이오레"(Cormaiore)라는 이름으로 바뀌기도 했다. 1946년에 Courmayeur로 표기가 환원되었다.

## 관광
쿠르마유르의 생생한 산의 경치로 인해 연중 계속되는 명소로 자리잡혔다. 유럽의 가장 유명한 스키 지역들 가운데 하나이다. 여름에 쿠르마유르는 하이킹을 하는 사람들에게 인기있는 장소이다.
한 해에 한 차례 열리는 행사인 쿠르마유르 누아르 영화제가 1991년에 선보였으며 12월에 개최된다. 《킹스맨: 골든 서클》 등의 영화 촬영지로도 사용되었다.

## 자매 도시
- 프랑스 샤모니